# Ostrowie (gromada)
Ostrowie (od 1969 Dąbrowa Białostocka) – dawna gromada, czyli najmniejsza jednostka podziału terytorialnego Polskiej Rzeczypospolitej Ludowej w latach 1954–1972.
Gromady, z gromadzkimi radami narodowymi (GRN) jako organami władzy najniższego stopnia na wsi, funkcjonowały od reformy reorganizującej administrację wiejską przeprowadzonej jesienią 1954 do momentu ich zniesienia z dniem 1 stycznia 1973, tym samym wypierając organizację gminną w latach 1954–1972.
Gromadę Ostrowie z siedzibą GRN w Ostrowiu utworzono – jako jedną z 8759 gromad – w powiecie sokólskim w woj. białostockim, na mocy uchwały nr 22/V WRN w Białymstoku z dnia 4 października 1954. W skład jednostki weszły obszary dotychczasowych gromad Ostrowie, Kropiwno, Grabowo i Szuszalewo ze zniesionej gminy Dąbrowa w tymże powiecie. Dla gromady ustalono 13 członków gromadzkiej rady narodowej.
1 stycznia 1956 roku gromadę przyłączono do nowo utworzonego powiatu dąbrowskiego.
Gromadę Ostrowie zniesiono 1 stycznia 1969 w związku z przeniesieniem siedziby GRN z Ostrowia do Dąbrowy Białostockiej i przemianowaniem gromady na gromada Dąbrowa Białostocka.